# Netzschutz
Netzschutz ist ein Begriff aus der elektrischen Energietechnik, der die technischen Vorkehrungen beschreibt, mit denen das Stromnetz vor den Auswirkungen von Fehlern (Kurzschluss, Erdschluss) in einzelnen Netzteilen geschützt wird.
Die Netzschutzgeräte messen über Stromwandler den Strom und über Spannungswandler die Spannung und unterscheiden so den Fehlerfall vom Normalbetrieb. Wenn der Fehlerfall festgestellt wird, wird der dazugehörige Leistungsschalter ausgeschaltet und somit das fehlerhafte Netzsegment vom restlichen Versorgungsnetz getrennt; dieses bleibt so vor den Auswirkungen des Fehlers geschützt.
In Deutschland werden in Mittel- und Hochspannungsnetzen üblicherweise Distanzschutz- oder UMZ-Schutz-Geräte eingesetzt.
Bei vorhandenen Nachrichtenwegen werden auch Leitungsdifferentialschutz-Geräte genutzt. Diese sind im Gegensatz zu den Distanz- und UMZ-Schutzgeräten streng selektiv (Schutzbereich zwischen den Stromwandlern auf den beiden Seiten), können aber außerhalb des Schutzbereiches nicht als Reserveschutz eingesetzt werden.
Die Schutzgeräte und ihre Funktionen werden mit ANSI-Gerätenummern gekennzeichnet.

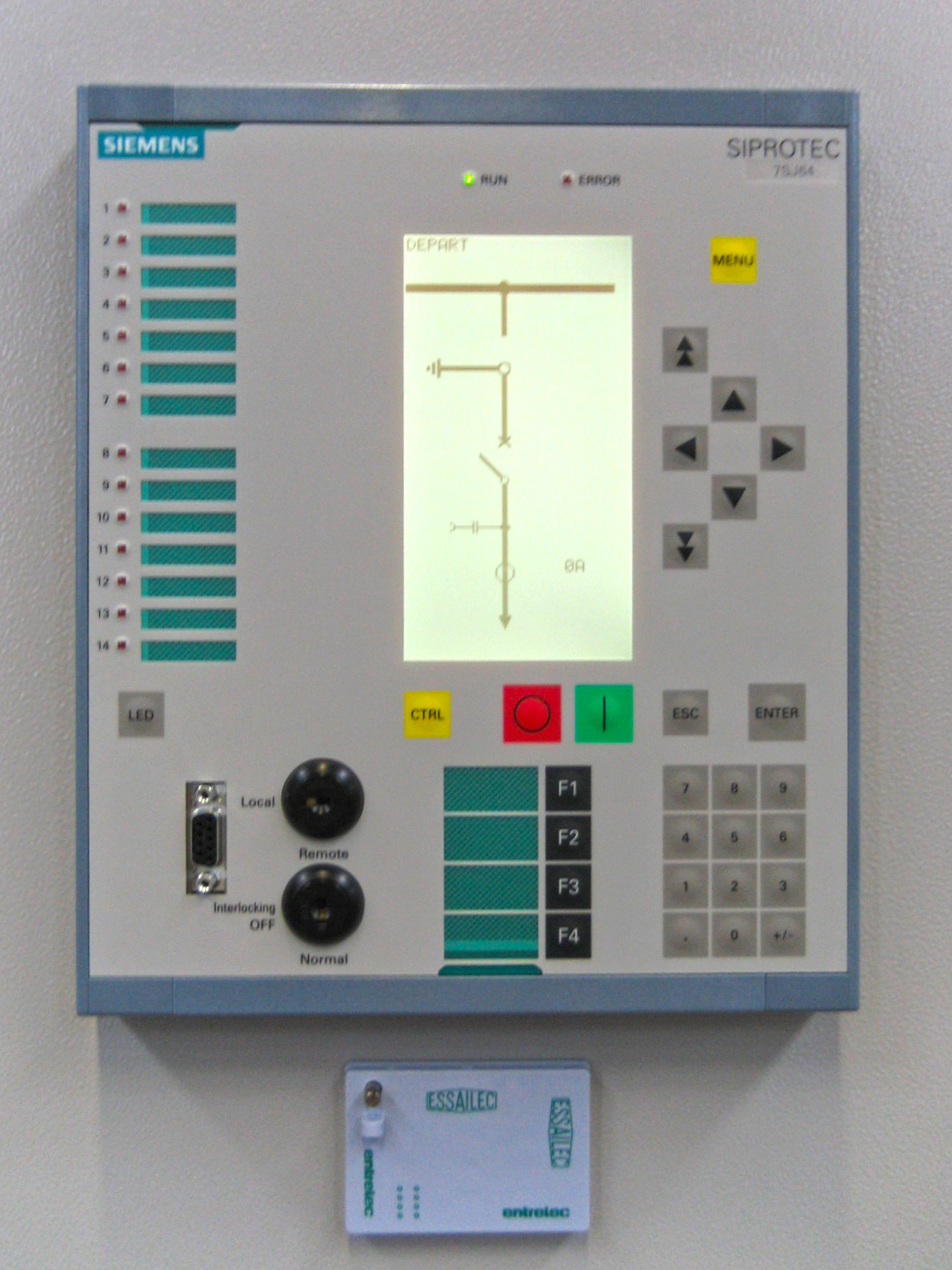
Schutzrelais

## Schmelzsicherung
Die Schmelzsicherung ist der einfachste Schutz von allen.
Allerdings sind ihr Grenzen gesetzt, wenn es um die Abschaltleistung geht. Daneben hat sie den Nachteil, dass sie nur einmalig anwendbar ist und nach dem Auslösen getauscht werden muss.
Anders als die weiter unten beschriebenen Systeme benötigt sie allerdings keine Hilfsenergie.

## Schutz vor Überlast
Beim Überstromschutz wird als auslösendes Kriterium der gemessene Strom genutzt, bei Spezialfällen wie dem gerichteten Überstromschutz zusätzlich noch die gemessene Spannung zur Richtungsbestimmung des Fehlers. Die Funktion Überstromschutz wird meist für einfache Anwendungen oder als Reserve-Funktion genutzt, z. B. bei Ausfall der Messspannung am Distanzschutz.

### UMZ-Schutz (ANSI 50)
Bei einem UMZ-Schutz (unabhängiger Maximalstromzeitschutz), auch bekannt als Überstromzeitschutz, wird beim Überschreiten eines eingestellten Strombetrages, z. B. 400 A, nach Ablauf der zugehörigen Verzögerungszeit ein Signal zum Ausschalten des Leistungsschalters erteilt. Die Verzögerungszeit ist unabhängig vom tatsächlich fließenden Strom, d. h., es ist egal, ob z. B. nun 450 A oder 4.500 A fließen. (englisch definite time-delay overcurrent protection).
Jedoch wird dennoch zwischen Überstrom- und Hochstromstufen unterschieden, welche sich in den Auslösezeiten unterscheiden können.
Mehrere UMZ-Relais, welche in Reihe geschaltet sind, lassen sich mit Hilfe einer Staffelung der Auslösezeit zu einem mehrstufigen Schutz erweitern und somit eine erhöhte Selektivität erreichen. Der Nachteil bei einem solchen Staffelplan ist, dass ein Kurzschluss, der direkt an der Einspeisung liegt, die höchste Auslösezeit hat, dort jedoch auch der höchste Kurzschlussstrom zu erwarten ist.

### UMZ-R-Schutz (ANSI 67)
Bei diesem Schutz wird zusätzlich zum Strom auch die Netzspannung ausgewertet, und ein möglicher Netzfehler bekommt nun eine Richtung. Damit lassen sich Fehler in Vorwärts- und Rückwärtsrichtung unterscheiden, bezogen auf den Einbauort des Relais. Diese Fehler können dann mit unterschiedlichen Zeiten aus dem Netz geschaltet werden. Damit lässt sich in einfach vermaschten Netzen mit einfachen Schutzgeräten ein gutes, selektives Verhalten erreichen.

### AMZ-Schutz (ANSI 51)
Der abhängige Maximalstromzeitschutz, auch bekannt als abhängiger Überstromzeitschutz, arbeitet nach dem Überschreiten eines eingestellten Ansprechstromes. Nach der Überschreitung ist die Auslösezeit eine Funktion des tatsächlich fließenden Fehlerstromes. Bei den heutigen digitalen Relais lassen sich dort verschiedene Auslösecharakteristiken einstellen.
Bei einem Vergleich mit Schmelzsicherungen kommt der AMZ-Schutz dieser prinzipiell sicherlich am nächsten. Auch hier ist die resultierende Auslösezeit abhängig vom Fehlerstrom, und auch hier gibt es verschiedene Charakteristiken.
Angewendet wird der AMZ-Schutz hauptsächlich bei Motoren (große Niederspannungs- / Hochspannungs-Motoren), da sie in ihrer Charakteristik einen sehr hohen Einschaltstrom benötigen. Zusätzlich findet man den AMZ-Schutz auch bei Transformatoren.
Eine Staffelung von AMZ-Relais wie beim UMZ ist aufgrund der nichtlinearen Auslösekennlinie nicht einfach zu realisieren, da diese bei jeder Netzänderung angepasst werden müsste.

## Distanzschutz (ANSI 21)
Der Distanzschutz benötigt zum Ermitteln von Fehlern ebenfalls Strom und Spannung. Aus diesen beiden Größen wird in sehr kurzen Intervallen die Impedanz (Scheinwiderstand) berechnet.
Bei einem Kurzschluss bricht z. B. die Spannung zusammen, es fließt ein hoher Strom. Das hat nach {\displaystyle Z={\frac {U}{I}}} eine kleine Impedanz zur Folge (beim idealen Kurzschluss {\displaystyle U=0\Rightarrow Z=0}).
Einem Impedanzbereich (Impedanzzone) ist eine Auslösezeit zugeordnet (z. B. 0 Ω…2 Ω → 0,2 s | 2 Ω…4 Ω → 2,5 s). Ein Distanzschutzrelais bietet somit mehrere, gestaffelte Auslösezeiten. Fehler, die näher an der Messstelle des Distanzschutzes liegen, haben eine kleinere Impedanz (da die Impedanz im Wesentlichen nur vom Stück Freileitung oder Kabel zum Fehlerort bestimmt wird) und werden in der Regel schneller abgeschaltet als weiter entfernte Fehler. Auch hier ist die Richtung des Fehlers erkennbar: so kann ein Fehler in Vorwärtsrichtung mit z. B. 0,12 Ω mit einer Zeit von 0,05 s aus dem Netz geschaltet werden, während bei der gleichen betragsmäßigen Impedanz von 0,12 Ω in Rückwärtsrichtung der Fehler mit 1,5 s aus dem Netz geschaltet wird.

## Differentialschutz (ANSI 87)
Der Differentialschutz nutzt als auslösendes Kriterium die Stromsumme nach dem Kirchhoffschen Knotenpunktsatz. Alle in das Schutzobjekt ein- oder ausfließenden Ströme werden gemessen und aufsummiert. Hieraus wird der Differentialstrom (=Stromsumme) für das Schutzobjekt gebildet. Ist der Differentialstrom ungleich 0, so erfolgt eine Auslösung. Der Differentialschutz ist einfach (es werden keine weiteren Messgrößen wie Spannungen benötigt), schnell und im Schutzbereich zu 100 % selektiv.

### Transformator-Differentialschutz (ANSI 87T)
Für den Schutz von Leistungstransformatoren werden Transformator-Differentialschutzgeräte genutzt. Bei einem Trafodifferentialschutz werden die Ströme der Oberspannungs- und der Unterspannungsseite ermittelt. Die Ströme werden dann auf eine Bezugsseite des Transformators umgerechnet. Nun sollte – unter Berücksichtigung des Übersetzungsfaktors – nach dem Kirchhoffschen Knotenpunktsatz die Summe der zufließenden Ströme gleich der Summe der abfließenden Ströme sein. Wird diese Grundforderung nicht eingehalten, löst der Schutz aus.
Aufgrund der Fehler der Stromwandler ist immer ein geringer messtechnischer Fehlerstrom vorhanden. Um auch bei Fehlern außerhalb des Transformatorbereiches sicher und selektiv auf den Fehler reagieren zu können, werden in den Schutzgeräten einige Berechnungen angestellt (Bilden von Stabilisierungs- und Differentialströmen, Ermittlung von Einschaltvorgängen anhand von Oberwellen etc.). Zusätzlich als Reserveschutz für den Umspanner sind auch Distanz- und UMZ-Schutzgeräte am Umspanner im Einsatz.

### Leitungs-Differentialschutz (ANSI 87L)
Der Leitungsdifferentialschutz funktioniert nach dem gleichen Grundprinzip wie der Trafo-Differentialschutz. Allerdings wird hier ein Nachrichtenweg genutzt, um den Messwert des Stromes von der einen Seite der Leitung zur anderen Seite zu übertragen. Somit kennen beide Schutzgeräte den eigenen und den Strom der Gegenstelle. Wird hier eine Differenz festgestellt, so wird die Leitung über die zugeordneten Leistungsschalter abgeschaltet.
Digitale Schutzeinrichtungen können bei Ausfall des Nachrichtenweges meistens noch als UMZ-Schutz betrieben werden. Allerdings fehlt dann die strenge Selektivität des Leitungsdifferentialschutzes. Zusätzlich als Reserveschutz für die Leitung sind oft auch Distanz- und  UMZ-Schutzgeräte auf beiden Seiten der Leitung im Einsatz.

### Sammelschienenschutz (ANSI 87B)
Nach dem Messprinzip des bewerteten Stromvergleichs vom Differentialschutz arbeitet auch der Sammelschienenschutz. Dieser schützt Sammelschienen mit extrem kurzen Auslösezeiten. Bei digitalen Sammelschienenschutzsystemen wird üblicherweise bereits nach 15 ms ein Fehler erkannt und der Sammelschienenbereich sammelschienenselektiv abgeschaltet.
Im Bereich der Mittelspannungsanlagen findet man gelegentlich einfache Sammelschienenschutzsysteme vor (rückwärtige Verriegelung). Hierbei werden die Schutzeinrichtungen der Leitungsabgänge genutzt, um eine Auslösestufe am Umspannerschutz zu blockieren. Diese Art des Schutzes setzt voraus, dass kein Kurzschlussstrom aus dem Netz in Richtung Sammelschiene fließt.

## Frequenzschutz
Bei dem Frequenzschutz wird die Netzfrequenz als Messgröße gemessen und bewertet. (Frequenzschutz gibt es auch jenseits der Energietechnik im Hochfrequenz-Bereich im Sinne des Schutzes einer störungsfreien Frequenznutzung, vgl. Frequenzschutzbeitragsverordnung vom 13. Mai 2004.)

### Unterfrequenzschutz (ANSI 81U)
Sollte die Netzfrequenz aufgrund eines Leistungsdefizits sinken, werden nach einem fünfstufigen Entlastungsplan einzelne Regionen gezielt und automatisch mittels elektronischen Frequenzrelais ausgeschaltet, um ein Gleichgewicht zwischen erzeugter und benötigter Leistung wiederherzustellen.

### Überfrequenzschutz (ANSI 81O)
Steigt die Netzfrequenz, so ist die abgenommene Netzleistung kleiner als die aktuell erzeugte und eingespeiste Leistung der Maschinensätze. Nun wird die Leistung in die Rotationsenergie der Generatoren geliefert und diese beschleunigt. Beim Überschreiten einer festgelegten Frequenz erfolgt eine Warnung bzw. eine automatische Abschaltung des Maschinensatzes. Auch hier ist es das Ziel, mit der Abschaltung die Maschine zu schützen und einen stabilen Zustand im Netz wiederherzustellen.

## Anregearten

### Überstromanregung
Die am meisten verbreitete Anregeart ist die Überstromanregung. Bei Überschreiten einer fest eingestellten Stromhöhe regt das Gerät an – eine eingestellte Zeit beginnt abzulaufen. Bleibt der Fehler weiter bestehen, wird nach Ablauf der eingestellten Zeit der zugeordnete Leistungsschalter ausgelöst.
Einsatzgebiet: hauptsächlich Mittelspannung; Betriebsstrom < Kurzschlussstrom

### Spannungsabhängige Überstromanregung
Bei dieser Art der Anregung wird zusätzlich zum Strom auch die Spannung am Relaiseinbauort berücksichtigt. Sinkt die Spannung unter einen eingestellten Wert, so wird der Anregewert des Stromes empfindlicher, z. B. über 45 V mit 2,5 A, aber unter 45 V mit nur 0,5 A.
Einsatzgebiet: Mittel-, Hoch- und Höchstspannung. Der Betriebsstrom kann dadurch im Lastbereich (siehe auch winkelabhängige UI-phi-Anregung oder Impedanzanregung) nun größer sein als der Kurzschlussstrom.
In der Regel ist der Kurzschlussstrom in vermaschten Netzen ein Vielfaches des Betriebsstroms.

### Impedanzanregung
Die Impedanzanregung stellt die High-End-Version der Anregung dar. Hier wird zusätzlich der Winkel zwischen Strom und Spannung ausgewertet. In diesem Fall kann man schon kleinste Fehlerströme erkennen und die Leitungen abschalten, obwohl die Spannung, bezogen auf die Zeit vor Fehlereintritt, konstant geblieben ist.
Einsatzgebiet: hauptsächlich Hoch- und Höchstspannung; größter Betriebsstrom > kleinster Kurzschlussstrom (da Überstromanregung hier nicht möglich).

## Sonderfunktionen

### Automatische Wiedereinschaltung (ANSI 79)
Bei der Automatischen Wiedereinschaltung (AWE) wird der ausgelöste Leistungsschalter nach der Pausenkommandozeit automatisch wiedereingeschaltet (ein- oder dreipolig). Früher wurde dieser Vorgang auch Kurzunterbrechung (KU) genannt.
Diese Funktion kommt in Freileitungsnetzen zum Tragen. Man geht davon aus, dass der Fehler während der Abschaltung verschwindet, d. h. dass die Fehlerstrecke während der Abschaltung beseitigt wird. Bei atmosphärischen Störungen (Gewitter, Schnee, Vogelkot etc.) wird die Fehlerstrecke entionisiert, und bei Wiederzuschaltung ist sie durch die umgebende Luft wieder ausreichend isoliert.
Für die Ansteuerung der AWE und das Verhalten beim Schalten auf einen weiterhin vorhandenen Fehler (Baum in Freileitung) sind in den Geräten verschiedene Steuermöglichkeiten vorgegeben.

### Schalterversagerschutz (ANSI 50BF)
Der Schalterversagerschutz (SVS) wird auch Schalterreserveschutz (SRS) oder Rückgreifen/Rückgreifschutz genannt.
Hier wird von dem Fall ausgegangen, dass ein Fehler z. B. auf einer Leitung nicht abgeschaltet werden kann, weil z. B. der Leistungsschalter dieser Leitung defekt ist. Für diesen Fall wird auf die Schalter aller anderen Leitungen zurückgegriffen (deshalb auch „Rückgreifschutz“ oder „Rückgreifen“), die auf dieselbe Sammelschiene geschaltet sind.
„Strom sucht sich den Weg des geringsten Widerstandes“ – löst also der Schalter der fehlerbehafteten Leitung nicht aus, so fließt Strom von den anderen Leitungen über die Sammelschiene zum Fehler. Es bleibt also nur, alle Leitungen abzuschalten, die den Fehler weiter mit Strom versorgen können. Die Funktionsweise ist recht einfach: das angeschlossene Schutzrelais (gleich welcher Art) stellt einen Fehler fest und gibt ein AUS-Kommando. Dieses AUS-Kommando wird auf den Antrieb des Leistungsschalters geschickt (über Hilfsrelais, Schütze).
Gleichzeitig wird mit diesem AUS-Kommando auch ein Zeitwerk angeworfen, eine voreingestellte Zeit beginnt also abzulaufen.
Ist der Leistungsschalter in Ordnung, so löst er nach ca. 15 ms aus (nach AUS-Kommando – nicht nach Anregung)
→ Fehler ist abgeschaltet, Schutzrelais misst keinen Fehler mehr → AUS-Signal wird abgesteuert.
Löst der Leistungsschalter nicht aus, so läuft das Zeitrelais durch und betätigt nach Ablauf der eingestellten Zeit (ca. 0,3 – 0,7 s) einen Kontakt. (Bei digitalen Schutzrelais lässt sich diese Verzögerung für einen entsprechenden Binärausgang auch intern einstellen.) Dieser Kontakt gibt ein AUS-Signal auf eine Ringleitung. Über diese Ringleitung und ein Trenner-Schalterabbild (Abbild des Schaltzustandes der Anlage, hier ist zu sehen, welche Leitung auf welche Sammelschienen geschaltet ist u.v.m) wird dieses Signal allen Leistungsschaltern zugeführt, deren Leitungen auf derselben Sammelschiene liegen.
In diesem Sinne ist der Schalterversagerschutz kein eigenständiger Schutz, zumindest kein eigenständiges Schutzrelais. „Lediglich“ die Funktionen anderer Schutzeinrichtungen werden anders ausgenutzt.